# Сборная Мальдив по футболу
Сборная Мальдив по футболу — национальная футбольная команда Мальдивских островов. Сборная управляется футбольной ассоциацией Мальдив. Сборная Мальдив является членом Азиатской конфедерации футбола. Наивысшим достижением команды считается победа в Кубке футбольной федерации Южной Азии в 2008 году.
В рейтинге ФИФА на 27 мая 2021 года занимает 155-е место.

## Чемпионат мира
- С 1930 по 1986 — не принимала участие
- 1990 — снялась с соревнования
- 1994 — не принимала участие
- 1998 — не прошла квалификацию

Мальдивы попали во вторую группу азиатского отборочного турнира и сыграли матчи со сборными Ирана, Сирии и Кыргызстана, каждый из которых крупно проиграли, не забив ни одного мяча и в итоге заняв последнее место в группе.
- 2002 — не прошла квалификацию

Сборная попала в девятую группу азиатского отборочного турнира вместе с Камбоджей, Китаем и Индонезией. В первом матче мальдивцы разгромили камбоджийцев. Затем последовали поражения от Китая и Индонезии, ответный матч с Камбоджей сборная сыграла вничью. Позднее китайцы и индонезийцы вновь одержали победу над мальдивцами, которые в итоге заняли третье место в группе.
- 2006 — не прошла квалификацию

Так как сборная не относилась к двадцати пяти лучшим сборным АФК, ей пришлось играть в предварительном раунде азиатского отборочного турнира. По итогам двух матчей была крупно разгромлена Монголия, и мальдивцы вышли в первый раунд. Мальдивы попала в 7-ю группу с Ливаном, Вьетнамом и Южной Кореей. Мальдивцы дома обыграли Вьетнам и сыграли вничью с южнокорейцами; остальные четыре матча проиграли и заняли последнее место в группе.
- 2010 — не прошла квалификацию

В первом раунде азиатского отборочного турнира Мальдивы боролись за выход в следующий этап отбора со сборной Йемена, и по итогам двухматчевого противостояния уступили.
- 2014 — не прошла квалификацию

Сборная являлась одной из двадцати семи лучших в АФК и автоматически проходила во второй раунд отбора. Во втором раунде азиатского отборочного турнира по результатам двухматчевого противостояния со сборной Ирана мальдивцы дважды уступили и выбыли из борьбы за путёвку в финальную часть чемпионата мира.
- 2018 — не прошла квалификацию

Сборная относилась к тридцати четырём лучшим в АФК и автоматически попала во второй раунд отбора. Мальдивцы попали в группу C азиатского отборочного турнира вместе с Гонконгом, Катаром, Бутаном и Китаем. Мальдивы сумели дважды обыграть Бутан, но остальным соперникам уступили и заняли в группе четвёртое место.
- 2022 — не прошла квалификацию

Сборная входила в число тридцати четырёх лучших в АФК и поэтому автоматически прошла во второй раунд отбора. Мальдивцы попали в группу A азиатского отборочного турнира со следующими командами: Филиппины, Китай, Сирия и Гуам. Сборная одолела Гуам и сыграла ничью с Филиппинами; остальные матчи мальдивцы проиграли и заняли четвёртое место в группе.
- 2026 — не прошла квалификацию

Сборная в первом раунде играла со сборной Бангладеш и по итогам двухматчевого противостояния уступила, выбыв из дальнейшей борьбы.

## Кубок Азии
- С 1956 по 1992 — не принимала участие
- 1996 — 2004 — не прошла квалификацию
- 2007 — не принимала участие
- 2011 — 2027 — не прошла квалификацию

## Кубок вызова АФК
- С 2006 по 2008 — не принимала участие
- 2010 — не прошла квалификацию
- 2012 —  групповой этап
- 2014 — третье место

## Кубок футбольной федерации Южной Азии
- 1993 — не принимала участие
- 1995 — снялась с соревнования
- 1997 — финал
- 1997 — третье место
- 2003 — финал
- 2005 — полуфинал
- 2008 — Победитель

## Тренеры сборной
- Александр Бибичев (1983—1984)
- Миклош Темешвари (1991—1993)
- два тренера (совм.) (1993—1994)
- Виктор Стэнулеску (1994—1995)
- Сергей Дубровин (~1996)
- Ромуло Кортес (1996—1997)
- Вячеслав Солохо (1998—1999)
- Йордан Стойков (1999)
- Йозеф Янкех (2001—2003)
- Мануэл Гомеш (2004)
- Йордан Стойков (2005—2007)
- Йозеф Янкех (2007—2008)
- Иштван Урбани (2009—2010)
- Андрес Кручиани (2009—2010)
- Иштван Урбани (2011—2013)
- Али Нашид (2013—2014, и. о.)
- Драго Мамич (2014)
- Велизар Попов (2015)
- Исмаил Махфуз (2015, и. о.)
- Рики Херберт (2015—2016)
- Исмаил Махфуз (2016, и. о.)
- Даррен Стюарт (2016—2017)
- Петар Шегрт (2018—2019)
- Мартин Копман (2020—2021)
- Али Сюзаин (2021, и. о.)
- Франческо Морьеро (2021—н.в.)